# Billy Bremner (voetballer)
William John (Billy) Bremner  (Stirling, 9 december 1942 – Doncaster, 7 december 1997) was een Schots voetbalspeler- en trainer. Hij stond bekend om zijn harde speelstijl, leiderschap en wil om te winnen.
De middenvelder speelde van 1959 tot 1976 voor Leeds United, tijdens de meest succesvolle periode in de geschiedenis van de club. Met de club won hij de First Division (1968/69 en 1973/74), Second Division (1963/64), Jaarbeursstedenbeker (1968 en 1971), FA Cup (1972), League Cup (1968) en de Charity Shield (1969). Bremner eindigde met Leeds ook vijfmaal op de tweede plaats in de competitie en eindigde zevenmaal een toernooi als verliezend finalist, waaronder de Europacup I in 1975. In 1970 werd Bremner verkozen tot Engels voetballer van het jaar en in 1974 werd hij opgenomen in PFA Team of the Year. Nadien is Bremner verkozen tot beste speler aller tijden van Leeds United en is er een standbeeld van hem geplaatst buiten de zuidoostelijke hoek van Elland Road. Hij is daarnaast opgenomen in de Hall of Fame van het Engelse voetbal en de Hall of Fame van het Schotse voetbal.
Bremner kwam van 1976 tot 1978 uit voor Hull City, waarna hij in november 1978 werd aangesteld als speler-coach bij Doncaster Rovers. Hij bracht hier zeven seizoenen door en hielp de club in 1981 en 1984 aan promotie uit de Fourth Division. In oktober 1985 keerde hij terug bij Leeds United. Hij wist geen hoge ogen te gooien en verliet de club in september 1988. Hij keerde terug naar Doncaster Rovers in juli 1989 en beëindigde zijn tweede periode bij de club in november 1991.
Bremner speelde meer dan vijftig interlands in het Schots voetbalelftal. Hij was aanvoerder van Schotland op het WK 1974, waarop zijn land in de groepsfase werd uitgeschakeld na één overwinning en twee gelijke spelen.
De Schot overleed in december 1997 op 54-jarige leeftijd aan de gevolgen van een hartaanval.

## Erelijst
Leeds United

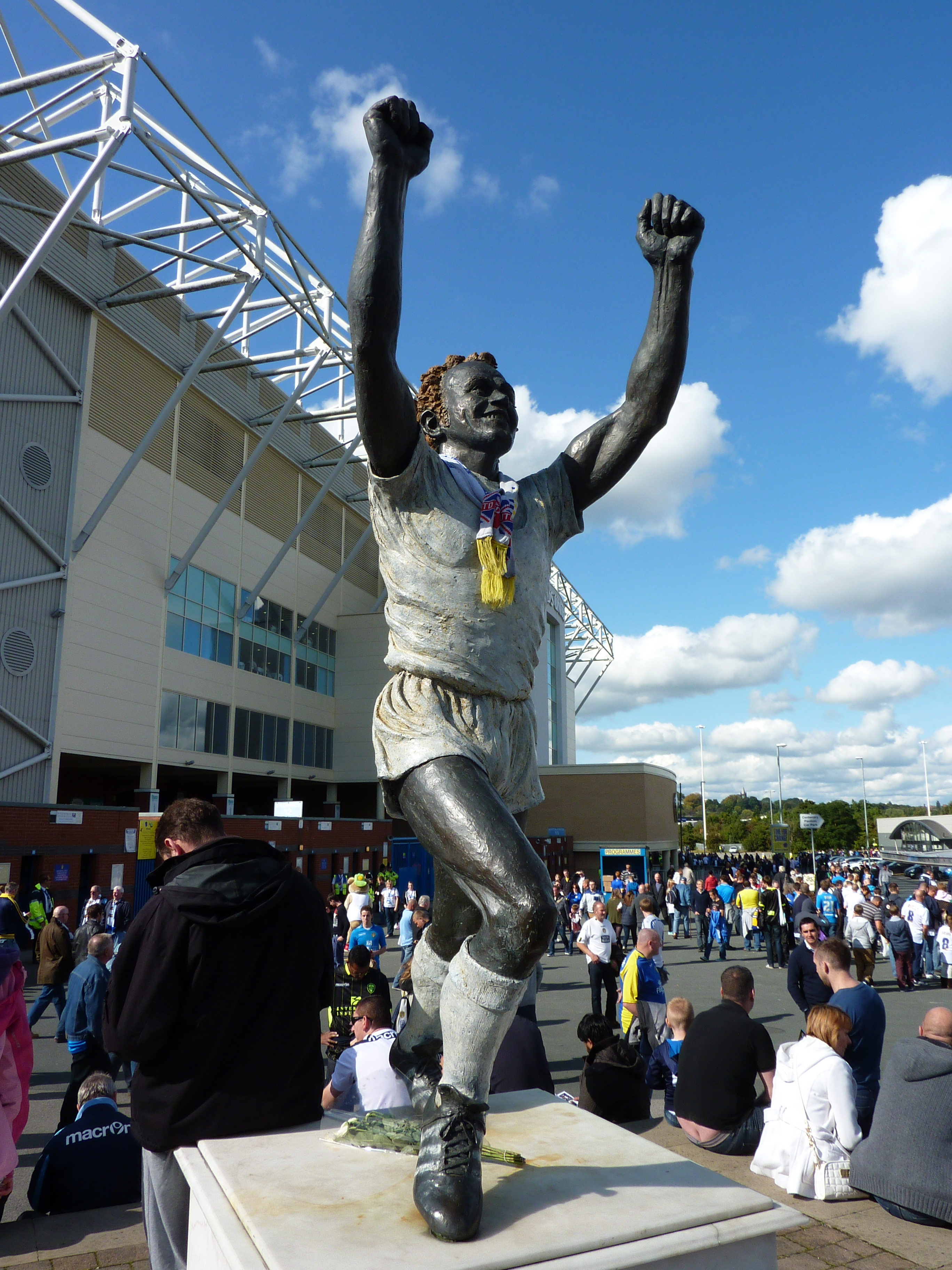
Standbeeld van Billy Bremner buiten Leeds United's Elland Road

- Football League First Division: 1968/69, 1973/74
- FA Cup: 1971/72
- League Cup: 1967/68
- FA Charity Shield: 1969
- Football League Second Division: 1963/64
- Jaarbeursstedenbeker: 1967/68, 1970/71

Individueel
- FWA Footballer of the Year: 1970
- PFA Team of the Year (First Division): 1973/74
- Football League 100 Legends